# António Granado
António Granado (Lisboa, 10 de Janeiro de 1963) é um jornalista e professor universitário português. 
António Granado é jornalista profissional desde 1989, tendo-se especializado na área do jornalismo de ciência. O seu primeiro estágio jornalístico aconteceu na RTP, entre Janeiro de Junho de 1988. Em Outubro de 1989, entrou como estagiário no jornal Público, onde fez grande parte da sua carreira profissional e onde foi, para além de jornalista, editor de ciência, sub-director, chefe de redacção e editor do Publico.pt, cargo que abandonou no final de Fevereiro de 2010. Foi, entre Setembro de 2010 e Março de 2014, editor multimédia na RTP.
No ensino superior, António Granado foi assistente convidado da licenciatura em Jornalismo da Universidade de Coimbra entre Outubro de 1996 e Agosto de 2006. Deu aulas na Escola Superior de Comunicação Social entre Outubro de 1997 e Fevereiro de 1999. É actualmente professor auxiliar na Faculdade de Ciências Sociais e Humanas da Universidade Nova de Lisboa, onde ensina desde Setembro de 2006. 
António Granado possui uma licenciatura em Línguas e Literaturas Modernas (variante de Estudos Portugueses e Ingleses), terminada em 1984, na Faculdade de Letras da Universidade de Lisboa. Concluiu também uma pós-graduação em Ciências da Informação na Universidade Católica Portuguesa, em 1990. É mestre em Jornalismo de Ciência (1994) pela Universidade de Boston, nos Estados Unidos, e doutorado em Ciências da Comunicação (2008) pela Universidade de Leeds, no Reino Unido.
António Granado é o autor do weblog Ponto Media, um dos mais antigos blogues sobre jornalismo em Português, criado em 2 de Janeiro de 2001, e vencedor, em 2004, do prémio de melhor blog jornalístico em português, atribuído pela Deutsche Welle. O blog Ponto Media deixou de ser actualizado em 2 de Janeiro de 2016.

## Obras
- GRANADO, António e MALHEIROS, Vítor, Cultura Científica em Portugal, Fundação Francisco Manuel dos Santos, 2015.
- SANCHEZ, Ana, GRANADO, António e LOBO ANTUNES, Joana, Redes Sociais para Cientistas, Lisboa, Reitoria da Universidade Nova de Lisboa, 2014.
- BARBOSA, Elisabete e GRANADO, António, Weblogs – Diário de Bordo, Porto, Porto Editora, 2004.
- GRANADO, António e MALHEIROS, José Vítor, Como falar com jornalistas sem ficar à beira de um ataque de nervos – Guia para investigadores e profissionais de comunicação, Lisboa, Gradiva, 2001.